# Waldemar Czyszak
Waldemar Czyszak (ur. 18 lutego 1953 w Gdańsku) – polski aktor teatralny i filmowy.

## Życiorys
Absolwent gdyńskiego Studia Wokalno-Aktorskiego im. Danuty Baduszkowej z 1980 roku. W latach 1976–1982 związany był z Teatrem Muzycznym w Gdyni, w którym zagrał między innymi: Morgala w „Cudzie mniemanym, czyli Krakowiakach i Góralach” (Wojciech Bogusławski i Jan Stefani, reż. Z. Kuleszanka i A. Ziębiński), Gąsiennicę i Zająca Marca w „Alicji w krainie czarów” (L. Carroll, reż. U. Mordzewska-Bista i H. Bista), Szefa policji w „Słowiku” (E. Bryll, reż. W. Brydak) oraz Terrorystę w „Wielkim świecie”                                        (J. Kukulski, reż. S. Wenta). 
Od 1982 do 1985 roku należał do zespołu Teatru Dramatycznego w Elblągu, w którym zagrał między innymi: Snogga w „Czerwonych pantofelkach” (P. Kester, reż. J. Kłosiński), Pana Kazia w „Pod Akacjami” (J. Iwaszkiewicz, reż. A. May), Stryja w „Kapeluszu” (S. Tym, reż. autor) oraz Anuczkina w „Ożenku” (M. Gogol, reż. Ł. Ratajczak). 
W latach 1985–1988 był aktorem Teatru im. Stefana Jaracza w Olsztynie, w którym zagrał między innymi: Ajenta-Docenta w „Dziewczynie z bzem majowym” (J. Abramow-Newerly, reż. R. Kordziński), Lewadę w „Spójrzcie, kto do nas zawitał” (W. Arro, reż. E. Petelska), Jemma w „Czerwonych pantofelkach” (P. Kester, reż. W. Boratyński) oraz Felka w „Romansie z wodewilu” (W. Krzemiński, reż. S. Domańska).
Od 1988 do 2003 roku należał do zespołu Teatru Polskiego w Bydgoszczy, w którym zagrał w spektaklach Andrzeja Marii Marczewskiego (m.in.: Iwana Bezdomnego w „Mistrzu i Małgorzacie” M. Bułhakowa, Józefa Maszejkę w „W małym dworku” S.I. Witkiewicza, Cypriana w „Iwonie, księżniczce Burgunda” W. Gombrowicza oraz Waltera w „Operze za trzy grosze” B. Brechta), a także między innymi: Nieuda w „Letnim dniu” (S. Mrożek, reż. B. Czechak), Cebula w „Pożądaniu schwytanym za ogon” (P. Picasso, reż. W. Górski), Nikodema Dyzmę w „Karierze Nikodema Dyzmy” (wg T. Dołęgi-Mostowicza, reż. R. Caban), Arcyksięcia Maksymiliana w „Wiośnie” (wg B. Schulza, reż. R. Major), Guślarza, Żegotę i Diabła II w „Dziadach” (A. Mickiewicz, reż. A. Walden), Wodza Bromdena w „Locie nad kukułczym gniazdem” (D. Wasserman, reż. W. Adamczyk), Michała Iwanowa Kostylewa w „Złotym śnie w stanie nieważkości” (wg „Na dnie” M. Gorkiego, reż. A. Sroka) oraz Wujka i Parlamentarzystę III w „Kartotece” (T. Różewicz, reż. K. Galos).
W latach 2004–2008 był aktorem Teatru Nowego w Łodzi, w którym zagrał między innymi: Jubilera w „Przed sklepem jubilera” (K. Wojtyła, reż. A. M. Marczewski), Anytosa w „Obronie Sokratesa” (Platon, reż. G. Królikiewicz), Towarzysza Mugisa w „Nieprzyjacielu” (J. Green, reż. J. Bratkowski) oraz Czepca w „Weselu” (S. Wyspiański, reż. R. Peryt). Grał gościnnie także na deskach innych teatrów, między innymi Teatru Dramatycznego w Płocku, w którym wcielił się w postać Peachuma w „Operze żebraczej” (J. Gay, reż. W. Rudzki).
Ma na swoim koncie role filmowe, między innymi w: „Zemście” i „Katyniu” Andrzeja Wajdy, „Długopisie” Piotra Trzaskalskiego (jednej z etiud w ramach projektu „Solidarność, Solidarność...”), „Kto nigdy nie żył…” Andrzeja Seweryna, „Rezerwacie” Łukasza Palkowskiego oraz „Magicznym drzewie” Andrzeja Maleszki. Grał także w serialach telewizyjnych, między innymi w: „Plebanii”, „Hotelu pod żyrafą i nosorożcem” oraz „Ranczu”.
W Laboratorium Dramatu brał udział w czytaniu „Śmierci na gruszy” Witolda Wandurskiego oraz „Mroza” Tomasza Bodzionego w reżyserii Krzysztofa Galosa.

## Filmografia
- 2000: Sukces jako strażnik w areszcie na Rakowieckiej
- 2000: 13 posterunek 2 jako poseł PSL (odc. 27)
- 2001: Tam i z powrotem jako dryblas
- 2001: Pas de deux jako pan z kozą
- 2001: Gulczas, a jak myślisz... jako chłop na blokadzie
- 2002: Zemsta jako służący Rejenta
- 2002: Wiedźmin jako Pokrzywka (odc. 7)
- 2002: Dzień świra jako robotnik kolejowy grający w karty w "pierwszej klasie"
- 2003: Tygrysy Europy 2 jako ojciec chrzestny pana młodego
- 2003: Plebania jako współwięzień Borosiuka (odc. 266)
- 2003–2010: Plebania jako Maliszewski
- 2003: Kasia i Tomek jako facet ze śmierdzącymi nogami (Seria II)
- 2003: Na Wspólnej jako mężczyzna (odc. 350)
- 2005: Wiedźmy jako taksówkarz (odc. 6)
- 2005: Solidarność, Solidarność... jako Janusz
- 2005: Oficer jako kamieniarz (odc. 12)
- 2006: Kto nigdy nie żył… jako mężczyzna
- 2006: Królowie śródmieścia jako kolejarz (odc. 2 i 7)
- 2006: Dylematu 5 jako bezdomny
- 2006: Dwie strony medalu jako pijaczek (odc. 4)
- 2007: Rezerwat jako monter Marian "Nijaki"
- 2007: Ranczo Wilkowyje jako chłop
- 2007, 2009: Ranczo jako Pakuła (odc. 21 i 49)
- 2007: Katyń jako kamieniarz
- 2007: Halo Hans! jako "numer 42", uczestnik castingu na sobowtóra Hansa Klossa (odc. 1)
- 2007: Ekipa jako złonek zarządu "Pol-Textilu" (odc. 2)
- 2007: Dwie strony medalu jako menel "Suchy Józek" (odc. 89, 90 i 91)
- 2008: Stary człowiek i pies jako mężczyzna
- 2008: Ojciec Mateusz jako August Ciechan (odc. 10)
- 2008: Magiczne drzewo jako robotnik (odc. 8)
- 2008: Magiczne drzewo jako robotnik
- 2008: Hotel pod żyrafą i nosorożcem jako Siemion
- 2009: Mniejsze zło jako sąsiad Mareczka
- 2010: Trzy minuty. 21:37 jako stary
- 2010: 1920. Wojna i miłość jako piekarz (odc. 10)
- 2011: Z daleka widok jest piękny jako Jachym
- 2011: Wojna żeńsko-męska jako Jan Aleśniak, mężczyzna protestujący przeciwko artykułowi Basi
- 2011: Unia serc jako szef ekipy (odc. 5, 7 i 9)
- 2011: Układ warszawski jako taksówkarz (odc. 7)
- 2011–2012: Ranczo jako Hryćko
- 2012–2017: Klan jako Romuald Gorajczyk
- 2012: Ojciec Mateusz jako Adamek (odc. 105)
- 2012–2013: Lekarze jako menel (odc. 7, 31 i 37)
- 2012: Komisarz Alex jako sprzedawca (odc. 14)
- 2012: Dzień kobiet jako ochroniarz Leon
- 2012: Czas honoru jako kierowca podwożący Marię i Ottona do Wrocławia (odc. 57)
- 2014: Wataha jako Brunon (odc. 2 i 3)
- 2016: Na noże jako elektryk (odc. 5 i 6)
- 2017: Wojciech Kossak "Olszynka Grochowska" jako Stary Wiarus
- 2017–2018: Ucho Prezesa jako Edward, mąż Beaty (odc. 9 i 32)
- 2017: Ojciec Mateusz jako Józef Zielak (odc. 214)
- 2017: O mnie się nie martw jako ksiądz (odc. 82)
- 2017: Komisarz Alex jako klient (odc. 110)
- 2017: Ach śpij kochanie jako kierownik sklepu
- 2018: Ułaskawienie jako stary kolejarz
- 2018: Pułapka jako pracownik PKP (odc. 3)
- 2018: Dziewczyny ze Lwowa jako przestępca (odc. 35)
- 2018: Drogi wolności jako drukarz Schreiber
- 2018: Diagnoza jako nerwowy pacjent (odc. 19)
- 2018: Blondynka jako pracownik Szaberków (odc. 86 i 88)
- 2019: Korona królów jako ślepy starzec (odc. 164)
- 2019: Stulecie Winnych jako gospodarz (odc. 4)
- 2019: Sprawiedliwi – Wydział Kryminalny jako Włodzimierz Tokarski